# Guerichiella
Guerichiella is een geslacht van uitgestorven kreeftachtigen uit de klasse van de Ostracoda (mosselkreeftjes).

## Soorten
- Guerichiella (Adamczakiella) praecurrens Becker & Sanchez De Posada, 1977 †
- Guerichiella meridiensis Adamczak, 1968 †
- Guerichiella multa Mikhailova, 1990 †
- Guerichiella orientalis Sun & Wang, 1985 †
- Guerichiella polentiniana Becker, 1989 †
- Guerichiella proavia Adamczak & Becker, 1983 †
- Guerichiella septentrionensis Adamczak, 1968 †